# 10 złotych wzór 1959 Tadeusz Kościuszko
10 złotych wzór 1959 Tadeusz Kościuszko – moneta dziesięciozłotowa, wprowadzona do obiegu 1 lipca 1959 r. zarządzeniem z 5 czerwca 1959 r. (M.P. z 1959 r. nr 56, poz. 271), wycofana 1 stycznia 1978 r. zarządzeniem Ministra Finansów z dnia 21 maja 1977 r. (M.P. z 1977 r. nr 14, poz. 79).
Monetę bito z datami rocznymi 1959, 1960 oraz 1966 w ramach serii tematycznej Wielcy Polacy.

## Awers
W centralnym punkcie umieszczono godło – orła bez korony, pod spodem rok bicia, dookoła napis „POLSKA RZECZPOSPOLITA LUDOWA”, a na monecie z 1966 roku, pod łapą orła dodano znak mennicy w Warszawie.

## Rewers
Na tej stronie monety znajduje się lewy profil Tadeusza Kościuszki oraz napis „ZŁ 10 ZŁ”.

## Nakład
Monetę bito w Mennicy Państwowej w miedzioniklu MN19, na krążku o średnicy 31 mm, masie 12,9 grama, z rantem ząbkowanym, według projektu Kazimierza Zielińskiego. Nakłady monety w poszczególnych latach przedstawiały się następująco:
| Rocznik         | Typ rewersu        | Znak mennicy | Nakład (sztuk) |
| --------------- | ------------------ | ------------ | -------------- |
| 10 złotych 1959 | Tadeusz Kościuszko |              | 13 107 000     |
| 10 złotych 1960 | Tadeusz Kościuszko |              | 27 551 153     |
| 10 złotych 1966 | Tadeusz Kościuszko | MW           | 4 157 000      |

## Opis
Dziesięciozłotówkę wprowadzono do obiegu razem z 10 złotych wzór 1959 Mikołaj Kopernik, w celu wycofania banknotu o tym samym nominale, będącym w obiegu od dnia reformy walutowej z 1950 r. Moneta została zastąpiona dziesięciozłotówką wzór 1969 Tadeusz Kościuszko, różniącą się jedynie zmniejszoną do 28 mm średnicą.
Do wprowadzenia w 1975 roku dziesięciozłotówek o średnicy 25 mm, moneta krążyła w obiegu razem
- ze swoją następczynią z Tadeuszem Kościuszką o zmniejszonej średnicy (wzór 1969, ɸ28 mm),
- z dziesięciozłotówkami z Mikołajem Kopernikiem (wzór 1959, ɸ31 mm) i (wzór 1967, ɸ28 mm),
- z czterema okolicznościowymi dziesięciozłotówkami o średnicy 31 mm i
- dziewięcioma okolicznościowymi dziesięciozłotówkami o średnicy 28 mm[5].

Po wprowadzeniu w 1975 roku dziesięciozłotówek z Bolesławem Prusem i Adamem Mickiewiczem o średnicy 25 mm, wszystkie te monety krążyły razem w obiegu, aż do 1 stycznia 1978 roku, kiedy to dziesięciozłotówki o średnicach 31 i 28 mm zostały wycofane.

## Wersje próbne
Istnieje wersja tej monety należąca do serii próbnej w niklu (rok 1960) z wypukłym napisem „PRÓBA”, wybita w nakładzie 500 sztuk. Katalogi informują również o istnieniu wersji próbnej technologicznej w aluminium z 1960 roku, bez napisu „PRÓBA”, w nakładzie 10 sztuk.
W opracowaniach o charakterze katalogowym z XXI w. wymieniany jest rocznik 1958 tej monety, klasyfikowany jako próba technologiczna, na której nie ma umieszczonego napisu PRÓBA. Moneta taka została sprzedana na 64. aukcji Warszawskiego Centrum Numizmatycznego. Jako materiał podawany jest – tak jak w przypadku roczników 1959, 1960 oraz 1966  – miedzionikiel. Wg autora wspomnianego opracowania, listy inwentarzowe Mennicy Państwowej wymieniają nakład 5 sztuk, a zestawienia monet Narodowego Banku Polskiego nie uwzględniają wybicia w tym roczniku ani jednego egzemplarza.
W serii monet próbnych w niklu wybito, z datą 1960, konkurencyjny projekt dziesięciozłotówki obiegowej z Tadeuszem Kościuszką, ze zmniejszonym wizerunkiem i napisem „10 ZŁOTYCH” na rewersie, oraz konkurencyjny projekt dziesięciozłotówki obiegowej z roku 1960, z kołem zębatym i napisem „10 zł” na rewersie.